# Werner Mattle
Werner Mattle (ur. 6 listopada 1949 w Oberriet) – szwajcarski szwajcarski narciarz alpejski, brązowy medalista igrzysk olimpijskich i mistrzostw świata.

## Kariera
Największy sukces w karierze Werner Mattle osiągnął w 1972 roku, kiedy podczas igrzysk olimpijskich w Sapporo wywalczył brązowy medal w slalomie gigancie. W zawodach tych wyprzedzili go jedynie Włoch Gustav Thöni oraz inny reprezentant Szwajcarii Edmund Bruggmann. Był to jego jedyny start olimpijski. W tej samej konkurencji wystartował także na rozgrywanych dwa lata później mistrzostwach świata w Sankt Moritz, jednak nie ukończył rywalizacji. Najlepsze wyniki w zawodach Pucharu Świata osiągnął w sezonie 1971/1972, kiedy to zajął 26. miejsce w klasyfikacji generalnej. Dwukrotnie stawał na podium zawodów tego cyklu: 24 stycznia 1972 roku w Adelboden był najlepszy, a 13 stycznia 1975 roku w tej samej miejscowości zajął trzecie miejsce w gigancie. W ciągu całej kariery pucharowe punkty wywalczył jeszcze tylko jeden raz, 19 marca 1972 roku w Pra Loup zajmując dziesiąte miejsce w gigancie. W 1972 roku wywalczył także mistrzostwo Szwajcarii w swej koronnej konkurencji.
W 1975 roku zakończył karierę.

## Osiągnięcia

### Igrzyska olimpijskie
| Miejsce | Dzień     | Rok  | Miejscowość | Konkurencja | Czas biegu  | Strata  | Zwycięzca    |
| ------- | --------- | ---- | ----------- | ----------- | ----------- | ------- | ------------ |
| 3.      | 10 lutego | 1972 | Sapporo     | Gigant      | 3:09,62 min | +1,37 s | Gustav Thöni |

### Mistrzostwa świata
| Miejsce | Dzień     | Rok  | Miejscowość  | Konkurencja | Czas biegu  | Strata  | Zwycięzca    |
| ------- | --------- | ---- | ------------ | ----------- | ----------- | ------- | ------------ |
| 3.      | 10 lutego | 1972 | Sapporo      | Gigant      | 3:09,62 min | +1,37 s | Gustav Thöni |
| DNF     | 5 lutego  | 1974 | Sankt Moritz | Gigant      | 3:07,92 min | -       | Gustav Thöni |

### Puchar Świata

#### Miejsca w klasyfikacji generalnej
- sezon 1971/1972: 26.
- sezon 1974/1975: 33.

#### Miejsca na podium
1. Adelboden – 24 stycznia 1972 (gigant) – 1. miejsce
2. Adelboden – 13 stycznia 1975 (gigant) – 3. miejsce